# Neuhof an der Zenn
Pour les articles homonymes, voir Neuhof.
Neuhof an der Zenn est une commune de Bavière en Allemagne.